# Harmothoe saldanha
Harmothoe saldanha är en ringmaskart som beskrevs av Francis Day 1953. Harmothoe saldanha ingår i släktet Harmothoe, och familjen Polynoidae. Inga underarter finns listade.